# Cauquenes
Cauquenes è un comune del Cile centrale e capoluogo dell'omonima provincia, che si trova nella Regione del Maule.
Il comune conta 41 217 abitanti (2002) ed il suo territorio si estende per una superficie di 2126 km².

## Storia
Secondo i documenti storici di Alonso de Ercilla, la città di Cauquenes originalmente è stata abitata dalla tribù conosciuta come i Promaucaes della zona di Maule, che costituivano una comunità nello stesso luogo dove oggi si trova la città moderna. Cauquenes è stata fondata il 9 maggio 1742, con il nome originale di "Villa de Nuestra Señora de las Mercedes de José de Manso del Tutuvén", nella striscia di terra situata fra i fiumi Tutuvén e Cauquenes, che il capo promaucae Ascensio Galdámez e sua moglie Micaela de Araya donarono al regno spagnolo.
Il fondatore della città è stato il Governatore de allora del Regno del Cile, José Manso de Velasco. Il nome della città è stato cambiato a Villa de Cauquenes, in primo luogo, e finalmente, a Cauquenes.
Cauquenes è un toponimo derivato dal termine "cauque", un tipo di pesce salmonoide, oggi estinto, che popolava i fiumi di quella zona.

## Società

### Evoluzione demografica
Secondo il censimento del 2002 dell'Istituto Nazionale Cileno per le Statistiche (INE), il comune (comuna) di Cauquenes ha una popolazione di 41 217 abitanti, di cui 21.125 femmine e 20.092 maschi. Approssimativamente un quarto della popolazione abita in zone rurali (10.446) mentre tre quarti abitano in settori urbani (30.771). Altre località nel comune di Cauquenes, includono quei seguenti:
- Sauzal: 521 abitanti
- Quella: 346 abitanti
- Santa Sofía: 612 abitanti

## Amministrazione
Il governatore della provincia di Cauquenes è la Sig.ra María Angélica Sáez. Il sindaco di Cauquenes è il sig. Guillermo Badilla (Partito Democratico Cristiano del Cile).

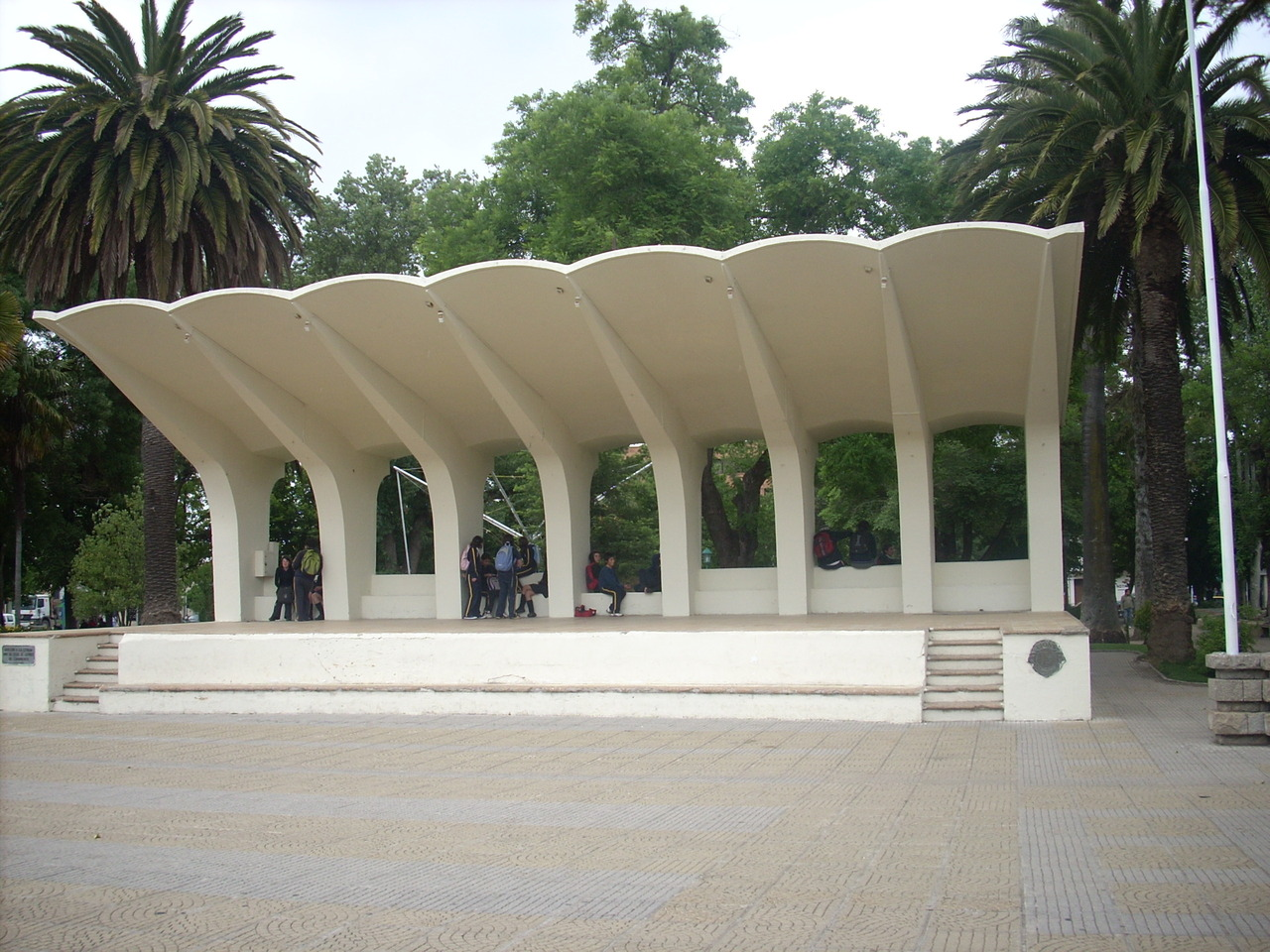
Chiosco della Piazza Maggiore di Cauquenes